# Macariini
Los Macariini son una tribu de polillas geómetras perteneciente a la subfamilia Ennominae. Aunque comparten muchos rasgos con los Sterrhinae, probablemente es debido plesiomórfismo más que indicativo de una relación cercana. Los datos de secuencia de ADN apuntan hacia los Boarmiini como parientes particularmente cercanos de los Macariini. Considerando todo, esta tribu aún podría parecerse a los primeros Ennominae más que cualquier otro linaje vivo de la subfamilia.

## Descripción
La tribu se caracteriza por la presencia de uno o más de tres caracteres: quetosema (parche de cerdas sensoriales) que se extienden a través de la cabeza, uncus genital con un par de setas o cuernos agrandadas en el ápice y la valva genital dividida típicamente en dos lóbulos bastante amplios (a diferencia de Cassymini y Eutoeini).

## Géneros y especies seleccionados
Al igual que numerosos géneros Ennominae, aún no han sido asignados a una tribu, por lo que la lista de géneros debe considerarse preliminar.
- Acanthovalva
- Aporhoptrina
- Chiasmia
- Digrammia
- Dissomorphia
- Elpiste
- Epelis
- Eumacaria
- Fernaldella[3]
- Gnopharmia
- Godonela
- Heliomata - Podría pertenecer a Abraxini (Cassymini si es distinta)
- Heterocallia
- Hypephyra
- Isturgia
  - Frosted yellow, Isturgia limbaria
- Itame
- Letispe[3]
- Luxiaria
- Macaria[3]
- Mellilla
- Milocera
- Monocerotesa - might belong in Boarmiini
- Narraga
- Neritodes (tentatively placed here)
- Oxymacaria
- Parosteodes
- Phyle
- Plateoplia
- Platypepla
- Psamatodes[3]
- Pygmaena
- Rectopis
- Rindgea[3]
- Rhoptria
- Semiothisa – includes Chiasmia and Macaria
  - Semiothisa clathrata
- Speranza
- Tephrina
- Trigrammia[3]

Además, "Boarmia" penthearia parece pertenecer también a los Macariini.